# Близнюк Анатолій Михайлович (журналіст)
Близнюк Анатолій Михайлович  (* 1 серпня 1950 Підставки, Липоводолинський район)  — український краєзнавець, педагог, публіцист, з 2003  — член  Національної спілки журналістів України.

## Життєпис

### Родина
Народився в родині вчителів, батько  — Близнюк Михайло Андрійович (директор школи)  — 1920-1973. Під час Другої світової війни був у полоні, за що після війни потерпав, однак попри постійний тиск радянських каральних органів, зумів досягти кар’єрного зросту в педагогічній царині, став директором школи Подільківської СШ Липоводолинського району, мати  — Марія Пантелеймонівна (до шлюбу Півень) викладачка хімії та біології. 

### Навчання
У 1968 закінчив Подільківську школу, працював учнем токаря на помповому заводі у Сумах,  у 1975  — випускник Сумського педагогічного інституту, філолог, учитель української мови та літератури. В часи навчання почав ґрунтовно вивчати матеріали про Слово о полку Ігоревім та іншу давньоукраїнську літературу. Курсова робота по «Слову» була оцінена на «відмінно» і визнана, як науково-дослідна.  

### Педагогічна та громадська робота
Працював у сільській школі вчителем української мови та літератури у Князєво-Козачій с.ш., Директором у Мачулищанській 8-річній школі. 
З 1981  — заступник директора з навчально-виховної роботи Сумського ПТУ № 2. ім.О.О Ройченка.(нині Центр професійно технічної освіти) 
З 1983-2013  — очолив музей освіти і науки Сумщини. Створив також обласний музей Воїнів-афганців Приділяв велику увагу вивченню виникнення та розвитку писемності в різних країнах світу з найдавніших часів до сучасності. Працює над вивченням системи освіти від відкриття першої державної школи (988 р.) до перших гімназій, ремісничих училищ, інститутів та університетів. Публікації про діяльність музею освіти і науки Сумщини неодноразово розміщувалися у газетах "Сумщина", "Данкор", "Панорама", "В двух словах", "Урядовий кур'єр", журналі "Педагогічна Сумщина", повідомлялося по обласному телебаченню, "Академ-TV", "Відікон". 
Тісно співпрацює із сумською організацією НСПУ. Організовує зустрічі учнів із письменниками та поетами Сумщини, презентації їх нових книг. 
Організовував обласні конкурси на найкращий громадський музей "Свята спадщина", волонтерську організацію, пошуковий загін на тему Другої світової війни та експозицію висвітлення Голодомору 1932-1933 років у навчальних закладах області. 
Головний редактор інформаційно-методичної газети «Перспектива-інформ» (1994-2000) для інженерно-педагогічних працівників профтехучилищ Сумської області. З 2004-2013 рр редактор газети "Прес-тайм" обласного управління с фізичного виховання та спорту. Постійно друкує історичні матеріали в обласній пресі. 
Відповідав за створення громадських музеїв та організацію і діяльність волонтерських загонів у навчальних закладах області. Прессекретар начальника управління освіти і науки облдержадміністрації.(1983-2013)
Проректор Паліцинської академії
Нині - завідувач музею "Дзвони пам'яті".

### Нагороди
1996  — нагороджений педагогічним знаком «Відмінник освіти України».
2003  — лауреат Канадської премії приятелів України
2004  — нагороджений пам'ятним знаком "60 років визволення міста Сум від фашистських загарбників" 
2013 - почесна відзнака СОГО "Паліцинська академія" "За заслуги у просвітницькій діяльності." 
2015 - лауреат літературно-мистецько-краєзнавчої премії ім. П.Рудя в номінації "Краєзнавство" 
2015 - почесна відзнака сумського міського голови "За майстерність" 
2016 - лауреат обласної краєзнавчо-публіцистичної премії ім.О.О Паліцина   

### Творчий доробок
- Почесні громадяни міста Суми (у співавторстві з Надією Подолякою)  — "Мак-Ден" 2005 р.

- Паліцинська академія (у співавторстві з Михайлом Теслею) Собор  — 2004

- Автограф  — "Мак-Ден" 1999 р.

- Історія Сумського професійного ліцею  — "Собор" 2002 р.

- Дошкілля Сумщини  — "Мак-Ден" 2004 у співавторстві з Сопіною Л.М.

- Висока доля і мета  — "Мак-Ден"

- Сумщина в історії України  — член редколегії, співавтор книги. "Мак-Ден" 2005

- Профтехосвіта України"  — видавництво "АртЕк", Київ  — 2004,автор розділу "Профтехосвіта Сумщини і нарисів про найкращих людей ПТНЗ області